# ميناء لوس أنجلوس
ميناء لوس أنجلوس هو ميناء يقع في مدينة لوس أنجلوس، كاليفورنيا على المحيط الهادئ. أهم واردات الميناء هي الأثاث، قطع غيار السيارات، الملابس، الأحذية والإلكترونيات. في عام 2019 ، كانت أهم صادرات الميناء هي أوراق المهملات، أعلاف الحيوانات الأليفة والحيوانات، الخردة المعدنية وفول الصويا. اعتبارًا من تقرير صدر عام 2020 من الميناء، كان أكبر ثلاثة شركاء تجاريين له هم الصين (بما في ذلك هونغ كونغ)، اليابان وفيتنام.